# Старокиргизово
Старокиргизово (баш. Иҫке Ҡырғыҙ) — село в Илишевском районе Башкортостана, входит в состав Новомедведевского сельсовета.

## Название
Название села происходит от самоназвания рода-волости, то есть от этнонима Кыргыз.

## История
Старокиргизово является коренным поселением башкир-вотчинников тюбы Аю Киргизской волости. По родословной киргизовцев, житель деревни Кушук-би сын Янаба-бая принял русское подданство, а его внук Кылчан сын Куккузабия получил от царя Алексея Михайловича жалованную грамоту. По другим сведениям, в 1626 году ввозную грамоту Киргизской волости получил отец Кылчана — Куккуз.
Имелась мечеть, при ней функционировали 2 училища. В селе были 2 водяные мельницы.

## Население
| 1795 | 1865 | 1898 | 1906  | 1920  | 1939 | 1959 |
| ---- | ---- | ---- | ----- | ----- | ---- | ---- |
| 137  | ↗563 | ↘533 | ↗1036 | ↗1117 | ↘927 | ↘870 |
| 2002 | 2009 | 2010 |       |       |      |      |
| ↘508 | ↘478 | ↘439 |       |       |      |      |

Согласно переписи 2002 года, преобладающая национальность — башкиры (93 %).

## Географическое положение
Расстояние до:
- районного центра (Верхнеяркеево): 34 км,
- центра сельсовета (Новомедведево): 1 км,
- ближайшей ж/д станции (Буздяк): 141 км.